# پیاده‌نظام چترباز
پیاده‌نظام چترباز یک پیاده‌نظام بوده که به منظور انجام عملیات چتربازی و رزم در میدان نبرد در شرایط خاص توسط نیروی هوابرد کشورها آموزش و مورد استفاده قرار می‌گیرد. چتربازها می‌توانند در آب یا خشکی فرود بیایند. هواپیماها موظفند چتربازها را از ارتفاع ۲۵۰۰ تا ۳۰۰۰ متری رها کنند. نفرات می‌توانند به صورت مسلح یا بدون سلاح از هواپیما پرش نمایند. سلاح و تجهیزات قابل حمل توسط این نظامیان حداکثر می‌تواند تا ۵۰ کیلوگرم (۱۱۰ پوند) قابل افزایش باشد.